# I'll Get You
Singles de The Beatles
From Me to You/Thank You Girl (11/04/1963) Can't Buy Me Love/You Can't Do That (20/04/1964)
Pistes de Past Masters
She Loves You I Want to Hold Your Hand
Pistes de The Beatles' Second Album
Please Mr. Postman She Loves You
I'll Get You est une chanson des Beatles. Signée Lennon/McCartney, son véritable auteur est incertain : tandis qu'elle est souvent attribuée à John Lennon, McCartney parle d'une collaboration à deux à « Mendips », la maison de Lennon. Elle est enregistrée au début du mois de juillet 1963 sous le titre Get You in the End, en même temps qu'un hit du groupe, She Loves You.
Elle sort au Royaume-Uni le 23 août 1963 en face B du single She Loves You/I'll Get You, premier single du groupe à se vendre à plus d'un million d'exemplaires. Aux États-Unis, elle sort dans la même configuration ainsi qu'en face B de Sie Liebt Dich. La chanson, qui prend pour thème une histoire d'amour classique, se caractérise par la dominante d'harmonica et de guitare basse. Peu connue, elle apparaît sur plusieurs compilations de singles et de raretés du groupe. Elle a également fait l'objet de quelques reprises.

## Genèse

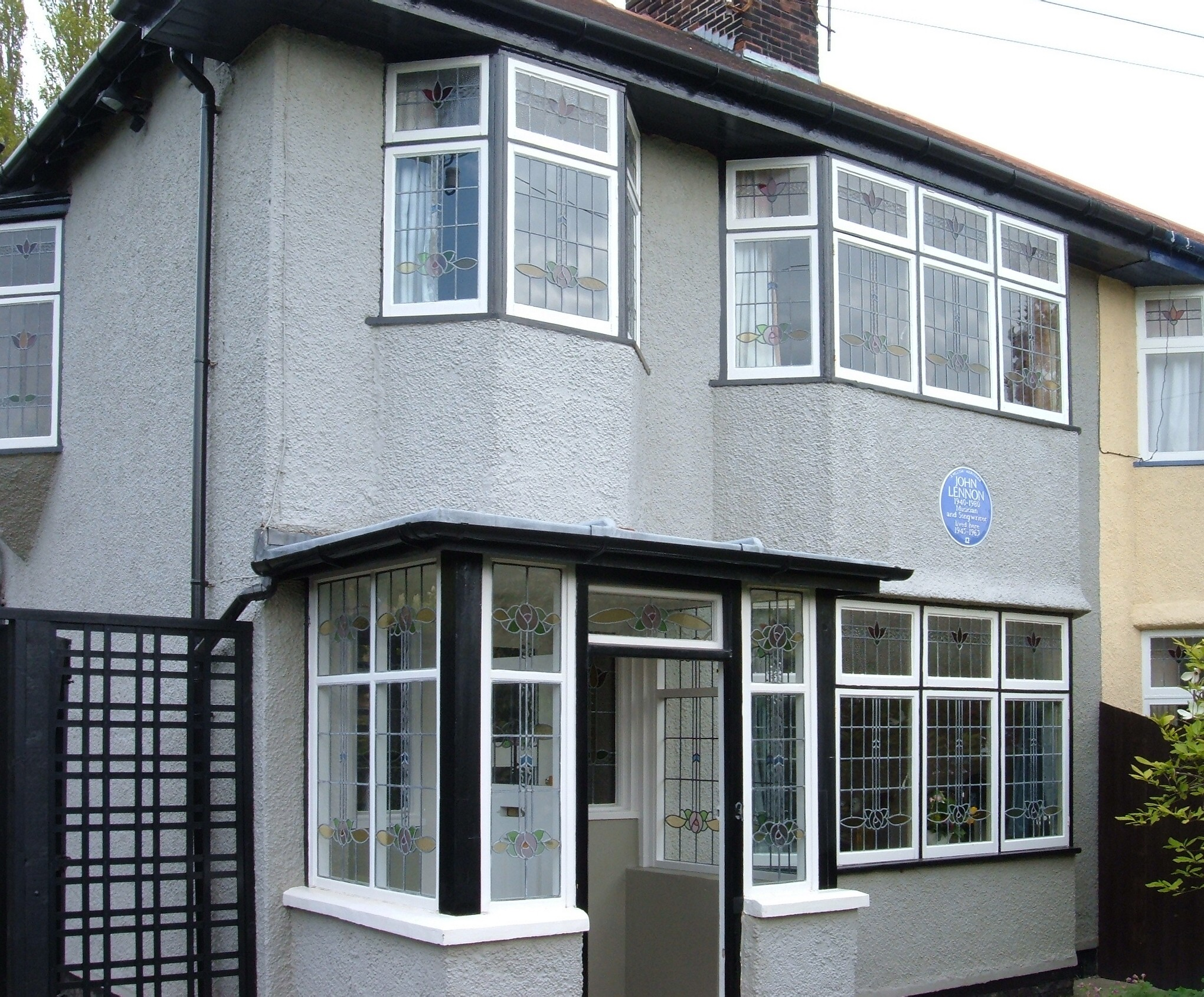
I'll Get You a été composée à « Mendips », maison d'enfance de John Lennon.

I'll Get You est composée tandis que la Beatlemania atteint des sommets, et que le groupe enchaîne les tournées. Cependant, les circonstances de cette composition sont assez obscures. Bill Harry l'attribue ainsi principalement à John Lennon, tandis que Paul McCartney pense qu'ils l'ont composée tous les deux à parts égales, comme c'était encore courant à l'époque entre les deux auteurs. Lennon résume lui-même, en 1980 : « C'était Paul et moi en train d'essayer d'écrire une chanson... et ça n'a pas marché. »
Cependant, un point particulier rend cette composition spéciale : elle a été élaborée à « Mendips », la maison de la tante de Lennon qui l'a élevé. Cela reste rare, dans la mesure où Mimi Smith désapprouvait totalement la carrière musicale entreprise par son neveu.
En tous les cas, cette chanson est écrite dans l'optique d'un nouveau single, mais l'arrivée de She Loves You, jugée meilleure, l'éclipse en face B.

## Enregistrement
L'enregistrement de I'll Get You est assez peu documenté : Mark Lewisohn, auteur d'un ouvrage retraçant jour après jour toutes les sessions d'enregistrement des Beatles, ne parvient ainsi pas à indiquer le nombre de prises faites ou encore les circonstances de l'enregistrement : rien n'en a été conservé.
Elle est enregistrée dans les studios EMI le 1er juillet 1963, dans l'après-midi et la soirée entre plusieurs séries de concerts, en même temps que She Loves You. Son titre de travail est alors Get You In The End. Le lendemain, le producteur George Martin et deux ingénieurs du son non identifiés se chargent du mixage.

### Interprètes
- John Lennon : chant, guitare semi-acoustique, harmonica
- Paul McCartney : chant, guitare basse
- George Harrison : chœurs, guitare électrique
- Ringo Starr : batterie

## Parution
I'll Get You paraît en face B du single She Loves You le 23 août 1963 au Royaume-Uni chez Parlophone. Aux États-Unis, deux singles reprennent cette chanson. Le premier est le même que de l'autre côté de l'Atlantique et sort le 16 septembre 1963. Le 21 mai 1964, la chanson est republiée en face B de Sie Liebt Dich, version allemande de She Loves You. Les deux singles sont publiés par Swan Records.

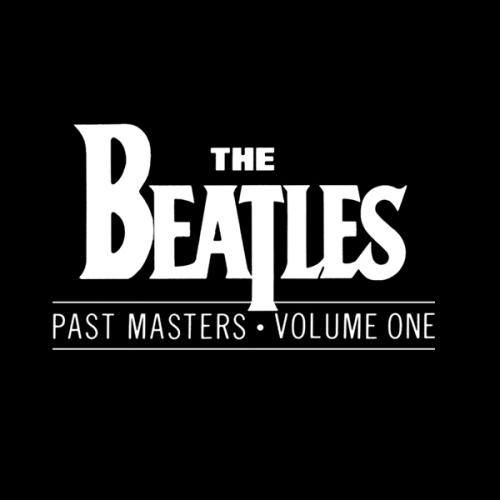
Sortie à l'origine en single, I'll Get You est désormais disponible sur l'album Past Masters Volume 1.

Par la suite, elle apparaît également sur plusieurs albums. Aux États-Unis, elle est présente en 1964 sur The Beatles' Second Album. Au Royaume-Uni, il faut attendre le disque Rarities en 1978. Une version alternative apparaît en 1995 sur l'album Anthology 1 : il s'agit d'un live au London Palladium. Enfin, la chanson sort également sur la compilation Past Masters Volume 1 en 1988 et en version remastérisée en 2009, maintenant en album double.
Les bandes stéréo de la chanson ont disparu, ce qui en fait l'une des quatre pistes du catalogue des Beatles disponibles uniquement en mono, avec Love Me Do, She Loves You et You Know My Name (Look Up the Number).
I'll Get You sera enregistrée à cinq reprises dans les studios de la BBC. La prestation, sans harmonica, enregistrée le 7 septembre 1963 pour l'émission de radio Saturday Club (en) et mise en ondes le 5 octobre, est disponible sur On Air - Live At The BBC Volume 2 en 2013.

### Publication en France
La chanson arrive en France en avril 1964 sur la face B d'un 45 tours EP (« super 45 tours »), accompagnée  de You Can't Do That ; sur la face A figurent Can't Buy Me Love et This Boy. La pochette est illustrée de quatre portraits des membres du groupe prises par Dezo Hoffman.

## Analyse musicale
I'll Get You est une chanson typique des compositions du duo Lennon/McCartney à l'époque, simple dans sa forme mais portant déjà l'empreinte de ses auteurs. Elle comporte également une particularité : la guitare de George Harrison, habituellement solo, est ici cantonnée au rôle de seconde guitare rythmique. Les instruments prédominants sont en effet la puissante ligne de basse de Paul McCartney et l'harmonica de John Lennon. Par ailleurs, tous deux ne chantent pas, comme souvent, en harmonie, mais à l'unisson.
Les paroles sont assez classiques : le chanteur explique à son auditrice qu'il ne pense qu'à elle et finira par la séduire tôt ou tard. L'originalité repose dans le fait que les paroles s'adressent dès le départ à l'auditeur : « Imagine I'm in love with you » (« Imagine que je sois amoureux de toi »). Selon McCartney, il s'agit d'un point inspiré par Lewis Carroll, dont Lennon était friand, et qui se retrouve dans d'autres chansons qu'il a composées, comme Lucy in the Sky with Diamonds, Strawberry Fields Forever et Imagine. Il attribue le changement de tonalité de la mineur à ré majeur, dans le vers « I'll get you in the end » à une inspiration venue de la reprise de All My Trials par Joan Baez. Concernant les « Oh Yeah » répétés dans la chanson, Lennon explique en 1967 : « Vous avez déjà entendu quelqu'un de Liverpool chanter « Yes » ? Non, on dit « Yeah ». »

## Reprises
I'll Get You a fait l'objet de plusieurs reprises. La première date de 1964, par les Merseyboys, groupe qui n'a pas fait date. Deux reprises plus notables ont été enregistrées par la suite, par The Inmates en 1987, et par The Smithereens en 2008, sur un album de reprises des faces B des Beatles.